# Коло (лист)
Коло је као лист исказивало напредна стремљења српске интелигенције са краја 19. и почетка 20. века. Лист је носио, за то време и српско друштво, напредне, пројугословенске и либералне идеје. Оснивач и уредник био је Данило Живаљевић. Његова идеја је била да путем Кола упозна српску публику са културним стремљењима осталих балканских Словена, на првом месту Словенаца и Хрвата али и Бугара. Лист је излазио од 1889. до 1890. године, да би се угасио и затим поново обновио од 1901. до 1903. године. 

## Сарадници Кола
Данило Живаљевић успео је да за сарадњу у оквиру Кола придобије најпрестижније српске и југословенске писце тог времена. У часопису су објављивали: Стеван Сремац, Бранислав Нушић, Борислав Станковић, Андра Гавриловић, Алекса Шантић, Милан Ђ. Милићевић, Лаза Костић, Симо Матавуљ, Осман Ђикић, Светозар Ћоровић, Сима Тројановић, Тихомир Ђорђевић, Војислав Илић, Драгутин Илијић и други.